# Gonzo novinarstvo
Gonzo novinarstvo je novinarski stil u kojem se piše subjektivno, često uključujući samog izvještača kao dio priče putem naracije u prvom licu. Gonzo novinarstvo ima tendenciju da favorizuje stil na račun tačnosti i često koristi lična iskustva i emocije kako bi se prikazao kontekst teme ili događaja koji je pokriven. Karakteriše ga upotreba citata, sarkazma, humora, pretjerivanja i psovki. Ocem gonzo novinarstva smatra se Hanter S. Tompson, američki novinar i pisac poznat po svom romanu Fear and Loathing in Las Vegas.

## Porijeklo termina
Izraz „gonzo“ u južnobostonskom irskom slengu označava poslednju osobu koja nakon čitave noći opijanja i dalje stoji na nogama. Druga pretpostavka je da je gonzo novinarstvo dobilo ime prema naslovu hit pjesme Gonzo R&B klavijaturiste Džejmsa Bukera iz Nju Orleansa 1960. godine.
Prvo djelo nazvano „gonzo“ je Tompsonov članak „The Kentucky Derby is Decadent and Depraved“ iz 1970. godine. Kako se približavao rok, a njegov tekst još nije bio gotov, Tompson je trgao stranice iz svojih bilješki i poslao ih urednicima. Rezultat je bio „gonzo novinarstvo“. Godine 1971. uslijedio je kultni klasik gonzo novinarstva Fear and Loathing in Las Vegas: A Savage Journey to the Heart of American Dream. Po knjizi je kasnije snimljen čuveni film Paranoja u Las Vegasu.